# Xã Umpire, Quận Howard, Arkansas
Xã Umpire (tiếng Anh: Umpire Township) là một xã thuộc quận Howard, tiểu bang Arkansas, Hoa Kỳ. Năm 2010, dân số của xã này là 251 người.